# 18930 Athreya
18930 Athreya este un asteroid din centura principală de asteroizi.

## Descriere
18930 Athreya este un asteroid din centura principală de asteroizi. A fost descoperit pe 24 august 2000 la Socorro, New Mexico, în cadrul proiectului LINEAR. Asteroidul prezintă o orbită caracterizată de o semiaxă mare de 2,84 ua, o excentricitate de 0,01 și o înclinație de 2,0° în raport cu ecliptica.